# Brinkmann
Brinkmann es un pueblo joven del departamento San Justo, en el noreste de la provincia argentina de Córdoba, a 272 km de la ciudad de Córdoba; fue fundado el 30 de diciembre de 1892 por Misael Barbonaglia. 
La ruta provincial 1 conecta a Brinkmann con el resto de la red vial cordobesa y se continúa al norte -tras pasar a la provincia de Santa Fe- con el nombre de ruta provincial N.º 23 (santafesina).
Un ramal de ferrocarril conecta hacia el sur a Brinkmann con la ciudad de San Francisco y hacia el norte con, entre otras, las localidades de Morteros y Suardi (el ramal del Ferrocarril General Mitre que pasa por Brinkmann y que representa el origen de la localidad, se encuentra inactivo) dicho ramal ferroviario se denomina Gálvez La Rubia, actualmente pertenece a N.C.A.

## Población
Cuenta con 11 321 habitantes (Indec, 2022), lo que representa un aumento del 12,6% frente a los 9890 habitantes (Indec, 2010) del censo anterior.
| Gráfica de evolución demográfica de Brinkmann entre 2001 y 2022 |
|                                                                 |
| Fuente: Censos nacionales del INDEC                             |

## Santo Patrono
- 24 de junio, día de san Juan Bautista.

## Toponimia
Lleva ese nombre en homenaje al fundador de la localidad, Abraham Julius Brinkmann, ciudadano alemán (nacido en Mengede, localidad cercana a Dortmund, 1839- fallecido en Buenos Aires, 1895). Más de una vez el nombre de la ciudad se escribe de manera equivocada siendo muy comunes las formas "Brickman", "Brikman", "Brikmann", "Brincmann" etc.

## Historia

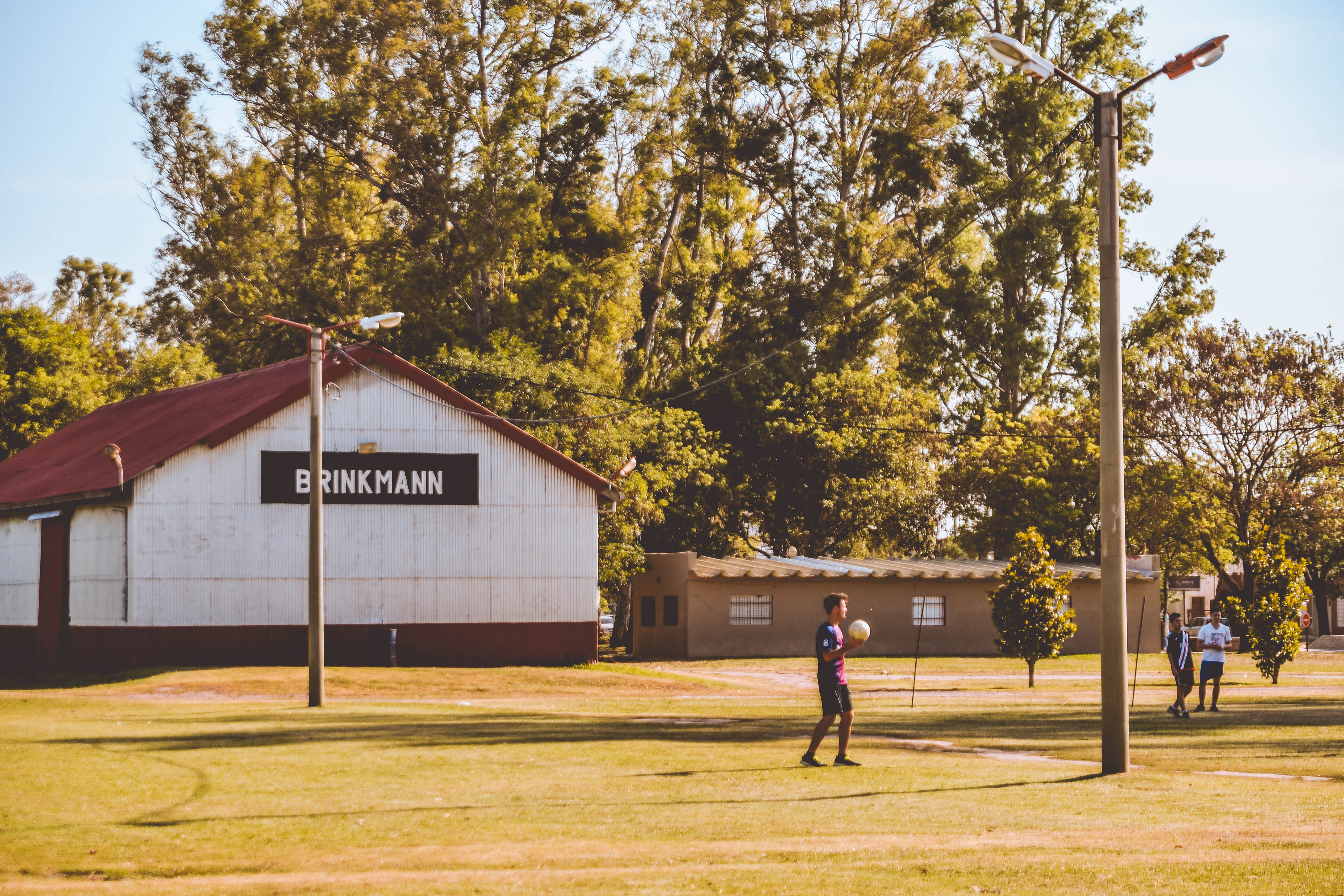
Estación de tren en Brinkmann

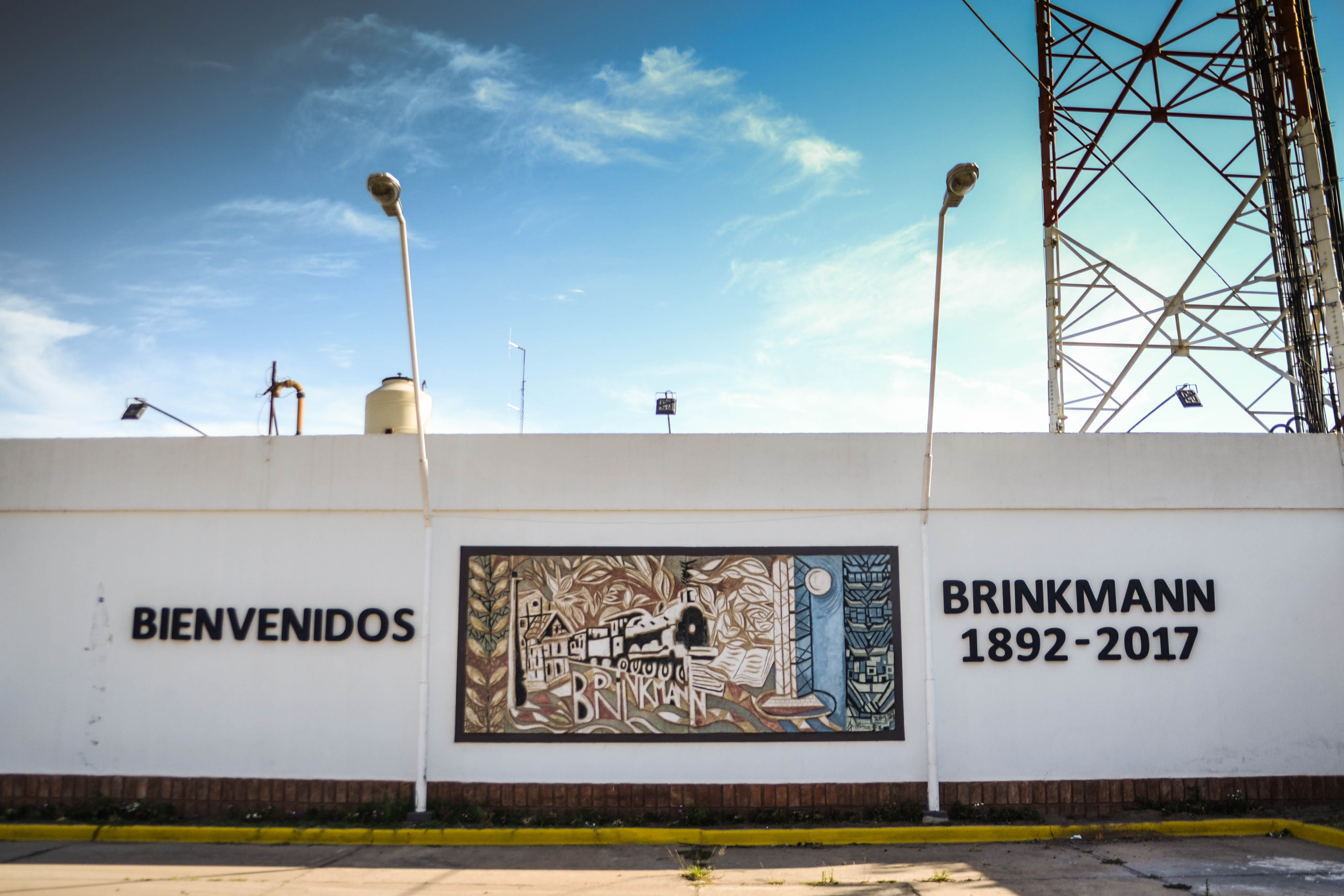
Mural por los 125 años de la ciudad de Brinkmann. Obra realizada por el artista Leonardo Bustamante y se ubica en el ingreso a la Terminal de Ómnibus

Hasta el siglo XV el lugar estaba poblado por la etnia de los comechingones que allí tenía algunos de sus lugares sagrados, en ese siglo irrumpió desde el noroeste el llamado pueblo originario de los sanavirones quienes entraron en sangriento conflicto con los comechingones, formándose algunas parcialidades de mixogénesis forzada.

Hacia el 1800 la zona estaba prácticamente despoblada y era una especie de Tierra de Nadie reñida entre los gauchos por una parte y los indígenas mocovíes ("montaraces") e incluso abipones. Los criollos poseían fortines en Villa Concepción del Tío y en Morteros que, además de resguardar sus fronteras ante los "malones" aseguraban rudimentariamente el uso de la ruta o pista alternativa que corría desde la ciudad de Santa Fe a la ciudad de Santiago del Estero.

A fines de los 1870 los indígenas fueron derrotados y empujados hacia el norte en el interior de la región chaqueña, los terrenos fueron entonces loteados precisamente cuando se produjo el gran aflujo de la inmigración europea, en Brinkmann se estableció principalmente gente originaria de Italia, principalmente desde el Piamonte, radicándose pacíficamente como chacareros midifundistas dedicados a la agricultura intensiva (trigo, maíz etc.) y a la ganadería intensiva (vacunos para producir lácteos), con industrias de queso y manteca.
Un hecho curioso a mediados del siglo XX es que este municipio fue el único de Argentina —y en América Latina— gobernado por un intendente del Partido Comunista. Adicionalmente, el 14% de los adultos de la localidad estaban afiliados al Partido Comunista. Fue uno de los primeros gobiernos locales comunistas de América, un año antes de que asumiera en 1959 el gobierno de Fidel Castro en Cuba. Todo lo que en aquel entonces sucedía a nivel mundial como la guerra fría entre Estados Unidos y la Unión Soviética, se daba en miniatura en esta población que por entonces tenía la cantidad de 2800 habitantes. No obstante, el intendente fue depuesto —como todos los demás intendentes de la provincia— con la intervención federal de la misma decretada por el presidente Arturo Frondizi en 1960.

## Hermanamientos
Brinkmann se encuentra hermanada desde 1992 con la ciudad italiana de Giaveno 
- Giaveno, Piamonte, Italia[4]

## Cultura
- Coro de Niños
- Coro Polifónico Susana Viarengo
- Banda Infantojuvenil "Centenario"
- Escuela de Danzas Adultos

- Escuela Municipal de Danzas "Alma de Pueblo"

### Instituciones culturales
- Centro de Artesanos y Artistas Plásticos
- CIOFF
- Coro Piemontés
- Coro Independiente Cantares
- SADE Brinkmann
- La Casona (Tradicionalista)
- Agrupación Gaucha Martín Fierro
- CEPEA (Esc. de Artes)
- Biblioteca Pública Municipal y Popular “M. Esther Moretti de Chiabrando”
- Comisión de Apoyo Cultural

## Educación
Brinkmann es un importante polo educativo regional, al que concurren jóvenes y adultos de una amplia zona. Varios establecimientos imparten enseñanza en los diferentes niveles y para todas las edades.

### Nivel Primario
- Escuela 25 de Mayo, el más antiguo, incluye jardín de infantes.
- Jardín de infantes Domingo Faustino Sarmiento, también con nivel primario.
- Complejo Educativo Padre Jorge Isaac, también posee jardín de infantes.
- Centro Educativo Doña Anita Giaveno de Sacavino, también con nivel inicial.
- Centro Educativo S.I.L.O.E., de modalidad especial, tiene nivel inicial, primario y atención al discapacitado auditivo.
- Centro Educativo de Nivel Primario para Adultos, con horario nocturno.

### Nivel Secundario
- IPETYM N.º 262 "Dr. Belisario Roldán", donde se cursa el CBU y el Ciclo de Especialización con las modalidades de Producción de Bienes y Servicios (título "técnico medio en mantenimiento electro-mecánico") y Ciencias Naturales.
- Complejo Educativo Padre Jorge Isaac, posee Ciclo Básico Unificado (CBU), Ciclo de Especialización con modalidades de Economía y Gestión de las Organizaciones y Humanidades en Ciencias Sociales.
- CENMA N.º 128, de nivel secundario para adultos.

### Nivel Terciario
- Complejo Educativo Padre Jorge Isaac, posee Profesorado en Nivel Inicial, Profesorado en EGB1 y EGB 2, Profesorado en Educación Especial, Analista Programador y Analista en Sistemas de Computación.

La Municipalidad, por su parte, dicta cursos de cocina, corte y confección, repostería, técnicas artesanales, telar, bordado, tejido, porcelana en frío, cerámica y cestería japonesa, entre otros. El accionar municipal en materia de cultura y educación se completa con los elencos de folclore, el Coro polifónico municipal "Susana Viarengo" y la Banda Municipal Centenario.

## Economía
La producción láctea es la actividad económica primaria más desarrollada, más de 100 tambos la mayoría de ellos trabajando en forma cooperativa. Se agregan la ganadería, los forrajes, los cereales y oleaginosas; e incrementándose la producción apícola.
Las industrias pertenecen principalmente al rubro alimenticio, con dos complejos: uno lácteo (Cooperativa La Nueva Esperanza,; y otro frigorífico.
Otras industrias menores y de diversas especialidades: máquinas lácteas y frigoríficas, implementos agrícolas, metalúrgicas, transformación del cemento, confecciones de ropa, calzados, panificación, pastas, dulces y mermeladas, procesamiento de agua, productos químicos.

## Geografía

### Clima
Es pampeano, húmedo: Tº media anual de 28 °C; vientos predominantes del norte. Lluvias anuales, 1300 mm.[cita requerida]

### Suelo
Suelos franco arcillosos con horizonte B2t subyacente; y problemas de salinidad en áreas adyacentes a la laguna Mar Chiquita. Profundidad de napas: 5 a 7 m

## Deportes
La ciudad cuenta con 3 clubes que se desempeñan en diferentes disciplinas en la región y la provincia.
- Club Centro Social y Deportivo Brinkmann
- Fundación Social y Cultural San Jorge
- Club Deportivo Barrio Bertossi